# Eupholus humeralis
Eupholus humeralis es una especie de escarabajo del género Eupholus, familia Curculionidae. Fue descrita científicamente por Heller, K.M. en 1908.
Habita en Nueva Guinea.